# Kilikiti
Kilikiti ou kirikiti (pronunciados kiːriːkiːtiː ou kiːliːkiːkiː em samoano), também chamado de cricket samoano, é uma das diferentes variações do cricket. O esporte, muito jogado em certas nações do Pacífico Sul, se originou em Samoa, onde missionários ingleses introduziram o seu jogo de cricket no início do século XIX, e a partir de lá se difundiu por toda a Polinésia.
É o esporte nacional de Samoa, e também é jogado em Tuvalu, além de ter uma popularidade crescente na Nova Zelândia, especialmente entre imigrantes de origem polinésia.
É jogado com 2 bolas de 12 centímetros de diâmetro.